# Відносини Бельгія — Франція
Відносини Бельгія — Франція стосуються міждержавних відносин між Бельгією та Францією. Відносини були встановлені після незалежності Бельгії. Обидві нації є великими союзниками. Обидві країни мають культурну схожість, обидва уряди співпрацюють, і Бельгія має посольство в Парижі, а Франція — в Брюсселі. Обидві країни є членами НАТО та Міжнародної організації Франкофонія, і обидві країни-члени Європейського Союзу.

## Історія
У 1830 році Франція підтримала у військовому і політичному плані Бельгійську революцію, що призвело до де-факто незалежності Бельгії. Обидві країни також були союзниками в двох світових війнах і підтримували військову співпрацю під час Холодної війни.

## Дипломатичні візити
У травні 2007 року президент Франції Ніколя Саркозі відвідав прем'єр-міністр Бельгії Гі Вергофстадт.
У лютому 2008 року прем'єр-міністр Вергофштадт відвідав президента Саркозі.
У лютому 2014 року Король Філіп I і Королева Матильда відвідали Париж, де їх вітали під час візиту до Куртуа. Їх прийняв президент Франсуа Олланд.

## Економічне співробітництво
У 2007 році президент Франції Саркозі та прем'єр-міністр Бельгії Гі Вергофстадт закликали в Єврозоні створити економічний уряд.
У вересні 2008 року уряд Франції співпрацював з урядом Бельгії та з іншими зацікавленими сторонами, аби надати франко-бельгійському банку Dexia виручку в розмірі 6,4 мільярда єврою.

## Угоди
Дві країни підписали торгову угоду в 1934 році.
У 1997 році міністри оборони Франції та Бельгії Ален Річард та Жан-Пол Понселет підписали угоду, що передбачає використання Бельгією супутникової системи зв'язку французьких збройних сил Сиракузи.